# Concile de Trosly (909)
 (avril 2022).
Si vous disposez d'ouvrages ou d'articles de référence ou si vous connaissez des sites web de qualité traitant du thème abordé ici, merci de compléter l'article en donnant les références utiles à sa vérifiabilité et en les liant à la section « Notes et références ».
Le concile de Trosly en juin 909 est le premier de plusieurs conciles qui se sont tenus à Trosly-breuil au Xe siècle.Ce concile s'est déroulé  dans un climat de désordre consécutif aux invasions des Vikings dans la plus grande partie des territoires de l'ancien Empire carolingien

## Contexte
Depuis des dizaines d'années, les Vikings, avec leurs embarcations à fond plat, remontaient le long des fleuves et pillaient la plupart des monastères dont, entre autres l’abbaye de Fleury (qui prit plus tard le nom de Saint-Benoît-sur-Loire), et l’abbaye Saint-Pierre de Moissac. Ils obligeaient les moines à fuir et à emporter avec eux les reliques des saints.

## Participants et présidence
Le concile a rassemblé les archevêques de Reims et de Rouen ainsi qu'une dizaine d'évêques, sous la présidence d'Hervé, archevêque de Reims.

## Principaux constats et mesures
Outre les déprédations faites par l'envahisseur, ce concile constate le dérèglement des mœurs des moines, et note la désolation dans laquelle se trouvent beaucoup de monastères.
Les évêques réunis lors du concile prirent plusieurs décisions majeures :
- Protection des biens d'église ;
- Sanctions spirituelles et civiles ;

## Conséquences politiques
Le concile a également été le théâtre de discussions sur la nécessité de concéder un territoire aux Vikings pour mettre fin aux pillages. Cette proposition aboutira, deux ans plus tard, à la signature par Charles III du traité de Saint-Clair-sur-Epte (911), qui officialisera la création du duché de Normandie.[Information douteuse]
Le territoire prit le nom de Normandie. Les Vikings étaient en effet appelés les Normands (les « hommes du Nord », les « Northmannii » en latin) par les habitants de l'ancien Empire carolingien, qui était attaqué.
Le premier duc de Normandie, Rollon, fut baptisé en 912. Les Normands ont mis longtemps à percevoir la signification de ce sacrement : appréciant l'eau, ils réclamaient plusieurs fois le baptême...

## Portée historique
Le concile de Trosly est considéré comme un précurseur du mouvement de la Paix de Dieu, qui, au cours des siècles suivants, visera à pacifier la société chrétienne occidentale et à limiter la violence, notamment en protégeant les plus vulnérables et les biens de l’Église